# Gaetano De Castillia
Gaetano De Castillia (Milano, 28 ottobre 1794 – Vimercate, 12 maggio 1870) è stato un politico italiano.